# Harris Savides
Harris Savides, född 1957, död 2012, var en amerikansk filmfotograf.

## Filmografi (i urval)
- 1997 – The Game
- 2000 – Vem är Forrester?
- 2003 – Elephant
- 2004 – Birth
- 2005 – Last Days
- 2007 – Margot at the Wedding
- 2007 – Zodiac
- 2007 – American Gangster
- 2008 – Milk
- 2009 – Whatever Works
- 2010 – Somewhere
- 2010 – Greenberg
- 2013 – The Bling Ring